# 第61回日本レコード大賞
第61回日本レコード大賞（だい61かいにほんレコードたいしょう）は、日本作曲家協会が主催する61回目の日本レコード大賞。2019年（令和元年）12月30日に、新国立劇場にて開催された。令和最初の日本レコード大賞で、発表会の模様はTBSテレビ・TBSラジオをキーステーションに全国で生中継された。

## 概要
ノミネートおよび各賞は11月16日に主催者から発表され、総合司会は12月6日にTBSテレビから発表された。また、12月16日にはTBS放送センターで記者会見が開かれ、各々が意気込みを語った。
大賞は、Foorinが歌唱した「パプリカ」に決定した。平均年齢11.2歳、メンバーのちせの9歳はいずれも大賞受賞の最年少記録となり、前保持者・岩田華怜（AKB48）の記録である14歳7カ月を全員が下回った。なお、大賞を受賞したFoorinは全員が15歳未満かつ21世紀生まれであり、未成年者の労働を禁止する労働基準法に基づく自主規制にあたるため曲披露後に帰宅、メンバーのもえのが発表前後に電話出演、例年は歌唱を披露するシーンも事前に歌ったVTRが放送され、会場にいた優秀作品賞を受賞した乃木坂46、欅坂46、日向坂46、AKB48、純烈、DA PUMPらが客席で「パプリカ」のダンスを踊る姿がワイプで放送された。本人不在での受賞は第36回（1994年）に受賞したMr.Children以来となる。
最優秀新人賞はハロー!プロジェクトに所属する女性アイドルグループのBEYOOOOONDSが受賞。ハロー!プロジェクト所属（または過去に所属していた）グループの最優秀新人賞の受賞は、第59回（2017年）のつばきファクトリー以来、2年ぶり6組目の受賞。
大賞のプレゼンターは例年通り司会の安住が担当。最優秀新人賞は元ラグビー日本代表の廣瀬俊朗が務めた。
関東地区での平均視聴率は前年の16.7%から2.7%下落の14.0%（19:00 - 22:00）を記録。17:30 - 19:00の平均視聴率は11.5%だった。
この日の夜の最高視聴率はテレビ朝日の『アメトーーク!年末5時間SP』の14.3%（19:00 - ）であり、2015年以来4年ぶりに「レコ大」が「アメトーーク!」に敗れた。

## 放送時間
テレビ放送
- 17:30 - 22:00（JNN28局ネット）

ラジオ放送
- 18:00 - 22:00（JRNネット）
同時ネット: TBSラジオ（中継制作局）、CBCラジオ
19:00飛び乗り: 北海道放送、北陸放送、福井放送、大分放送、琉球放送

## 司会

### 総合司会
- 安住紳一郎（TBSアナウンサー）
- 土屋太鳳

### 進行アナウンサー
- 江藤愛（TBSアナウンサー）

### ラジオ中継進行
- 駒田健吾（TBSアナウンサー）

## 受賞作品・受賞者一覧

### 日本レコード大賞
- 「パプリカ」
  - 歌手 - Foorin
  - 作詞・作曲・編曲・プロデューサー - 米津玄師
  - 所属事務所 - ジョビィキッズ / アイリンク / ホリプロ・インプルーブメント・アソシエーション / 劇団ひまわり
  - レコード会社 - MASTERSIX FOUNDATION（ソニー・ミュージックレーベルズ）

### 優秀作品賞（大賞ノミネート作品）
- Little Glee Monster 「ECHO」
- 三浦大知 「片隅」
- 欅坂46 「黒い羊」
- AKB48 「サステナブル」
- 純烈 「純烈のハッピーバースデー」
- 乃木坂46 「Sing Out!」
- 氷川きよし 「大丈夫」
- 日向坂46 「ドレミソラシド」
- DA PUMP 「P.A.R.T.Y. 〜ユニバース・フェスティバル〜」
- Foorin 「パプリカ」

### 最優秀新人賞
- BEYOOOOONDS

### 新人賞（最優秀新人賞ノミネート）
- 海蔵亮太
- BEYOOOOONDS
- 新浜レオン
- 彩青

### 最優秀歌唱賞
- 市川由紀乃

### 特別賞
- 菅田将暉
- 竹内まりや
- 米津玄師

### 最優秀アルバム賞
- THE YELLOW MONKEY 「9999」

### 優秀アルバム賞
- 矢沢永吉 「いつか、その日が来る日まで…」
- あいみょん 「瞬間的シックスセンス」
- King Gnu 「Sympa」
- 夏川りみ 「美らさ愛さ」

### 日本作曲家協会選奨
- 丘みどり

### 功労賞
- 金井克子（歌手）
- 園まり（歌手）
- 袴田宗孝（作曲家）
- ビリー・バンバン（歌手）

### 特別功労賞
- 有馬三恵子（作詞家）
- 内田裕也（歌手）
- 千家和也（作詞家）
- 萩原健一（俳優、歌手、ザ・テンプターズボーカル）

### 特別音楽文化賞
- ジャニー喜多川（芸能プロモーター/プロデューサー、ジャニーズ事務所創業者）[23][24][25]
  - 後の2023年（令和5年）10月3日にジャニー喜多川性加害問題を受けて取り消された[26]。

### 作曲賞
- 岩崎貴文 「限界突破×サバイバー」（歌唱: 氷川きよし）

### 作詩賞
- 石原信一 「最北シネマ」（歌唱: 松原健之）、「雪恋華」（歌唱: 市川由紀乃）

### 編曲賞
- 大橋卓弥 / 常田真太郎 「青春」（歌唱: スキマスイッチ）

### 企画賞
- 森口博子 「GUNDAM SONG COVERS」
- 高田夏帆 「大航海2020 〜恋より好きじゃ、ダメですか?ver.〜」
- ちあきなおみ 「微吟」
- 伊藤蘭 「My Bouquet」
- ジェジュン 「Love Covers」
- ゴールデンボンバー 「令和」

## TV中継の主なスタッフ
- ナレーション：ジョン・カビラ
- 〈新国立劇場〉
  - TM：森和哉
  - TP：高岡崇靖
  - TD：中野啓
  - カメラ：小笠原朋樹
  - カムリモート：野坂和恵
  - テクノクレーン：坂野昇
  - VE：鈴木昭平
  - 照明：原昇
  - 照明デザイン：中川清志
  - ムービング：鹿野功
  - 音声：相馬敦、中村全希
  - 音声アドバイザー：保土田剛
  - PA：井上忠紀、花田敦史
  - 音効効果：岡本智宏
  - 連絡回線：小池真一
  - プロンプター：田中晶子、伊藤明日香
- 美術プロデューサー：山口智広
- 美術デザイナー：宇野宏美
- 美術制作：桂善和、古賀福太郎
- 装置：古川俊一、西川昌和、鶴岡史織
- 大道具操作：村上武志、大澤拓、長島正行
- フロアー装飾：青木剛、古川明音
- 美術メガシステム：庄子泰広
- 電飾：森田光俊、石井誠吾、鈴木達也、増山祥太
- LEDグラフィクス：細田竜司
- リアルタイムVFX：青木貴則
- 花装飾：儀同博子
- 特殊効果：畑中力、樋口志保
- 装飾：野呂利勝
- 楽器：高井啓光
- 衣装：原口恵理
- 持道具：波多野弘明
- 化粧：岡口真美
- CGプロデューサー：團野慎太郎
- CGデザイナー：森須裕紀
- 〈OAサブ〉
  - TD：鈴木康雄
  - VE：宮本民雄
  - MIX：藤井勝彦
  - 音響効果：太田誠也
  - テロップ：望月貴仁
  - VFE：森田勝巳
  - 回線：清水陽平、後藤ありす
  - 収録センター：大江剛史、菅野淳悟
  - 編集：新井直樹
  - MA：和田真由美
  - TK：飯塚愛美
  - 演出：樋江井彰敏
- JNN技術応援：MBS、itv、RBC
- 技術協力：東通、TBSテックス、ティエルシー、エヌ・エス・ティー、TAMCO、アックス、テクト、NEXION、ラ・ルーチェ、PRG、J-crew、MTPLANNING、RISING、Twitter Japan、三穂電機
- 資料協力：CANシステム、USEN、レコチョク
- 映像提供：SLOW TRAIN Inc.、創通・サンライズ
- 写真提供：ビクターエンタテインメント、マルベル堂、ロイター/アフロ
- 協力：新国立劇場運営財団
- 音楽協力：荒木浩三、横尾隆、茂住亮介、小山雄貴 (FACE MUSIC)
- 構成：伊藤正宏、中野俊成・小泉泰成、羽柴拓
- 編成：加藤丈博、佐藤美紀
- 宣伝：山岸信良、小林恵美子、眞鍋武
- 公開：廣中信行、松元裕二、齋藤絵梨子、橋本祐太
- TK：長谷川道子
- デスク：小川伸子
- MC担当：金原将公、安永洋平、赤阪千明、上野海卯
- プロンプター：塩谷暁充
- アナブース：深谷俊介
- 網元：田邊和弘、中島浩喜
- ステージ：永留佑城、久川奈緒子、大塚亮輔、久米慶一郎、阿部凌、佐藤康昭、近藤靖
- 制作協力：BMC
- 演出スタッフ：鈴木秀昭、渡辺沙織、大賀ゆかり、橘信吾、岩崎翔、熊谷侑菜、廣瀬大亮、工原紅音、赤塚結唯、田邉佳奈実、小関美保子、松本幸子
- MP：吉橋隆雄・篠塚純、伊藤雄介
- AP：鹿渡弘之、神田祐子・原田康弘
- VTR編集：細谷知世、清宮嘉浩、有田直美、黒川展寛、橋本詳吾
- 舞台監督：植木修一
- ライブ演出：柴田猛司
- 総合演出：原田薫
- プロデューサー：大木真太郎、服部英司、髙宮望、時松隆吉
- 制作プロデューサー：落合芳行
- 制作著作：TBS

## ゲスト
今年は特別企画として、以下の4組が平成に亡くなった歌手の楽曲のカバーを披露した。
- EXILE ATSUSHI（EXILE） - 尾崎豊の「I LOVE YOU」を歌唱。
- 島津亜矢 - 河島英五の「酒と泪と男と女」を歌唱。
- 吉田羊、鈴木梨央 - ZARDの「揺れる想い」を歌唱。
- 亀梨和也（KAT-TUN） - ザ・テンプターズ（萩原健一）の「神様お願い!」を歌唱。